# هورس‌هولم
هورس‌هولم (به لاتین: Hørsholm) یک شهر در دانمارک است که در شهرداری هورس‌هولم واقع شده‌است. هورس‌هولم ۳۱٫۲۸ کیلومتر مربع مساحت و ۴۶٬۷۱۷ نفر جمعیت دارد و ۳۲ متر بالاتر از سطح دریا واقع شده‌است.

## خواهرخوانده
شهر لیلهامر خواهرخواندهٔ هورس‌هولم هست.